# Gonomyia (Gonomyia) pilosistyla
Gonomyia (Gonomyia) pilosistyla is een tweevleugelige uit de familie steltmuggen (Limoniidae). De soort komt voor in het Oriëntaals gebied.